# Museu da Aviação de Pearl Harbour
Museu de Aviação de Pearl Harbour (anteriormente Pacific Aviation Museum Pearl Harbor) é uma organização sem fins lucrativos fundada em 1999 para desenvolver um museu de aviação no Havaí.
Parte da visão do senador Daniel Inouye para o renascimento de Ford Island, o museu abriga uma variedade de exposições de aviação, a maioria relacionada diretamente ao ataque a Pearl Harbor e à Segunda Guerra Mundial.
A primeira seção do museu, hangar 37, abriu com o museu em 7 de dezembro de 2006 e apresenta muitas das exposições estáticas. Os hangares mostram os danos dos ataques a Pearl Harbor, ocorridos em em 7 de dezembro de 1941.
O museu esteve envolvido em eventos comunitários que vão desde a preservação de marcos históricos até passeios educacionais por todo o Havaí.
O foco dedicou esforços para restaurar a torre de controle de Ford Island e assinou um contrato de arrendamento com a Marinha para iniciar os reparos.

## História
Em 1983, o "Museu Aeroespacial do Pacífico" foi criado dentro do Aeroporto Internacional de Honolulu, após pressão da Câmara de Comércio do Havaí para se criar um museu de aviação.
A primeira fase abriu em 1991, após trabalho de  Frank Der Yuen. A ideia do museu aconteceu no aniversário da vitória sobre o Japão, em 1995.

Antes da conclusão da Ponte Admiral Clarey, em 1998, o acesso à Ford Island era fornecido via balsa apenas para aqueles que residiam na Ford Island e seus convidados. O senador Inouye propôs um "renascimento" de US$ 500.000.000 de Ford Island por meio de legislação especial ( 10 U.S.C. § 2814 ) para autorizar a Marinha a vender terras para financiar o renascimento. O plano incluía 500 novas casas para o pessoal da Marinha, um novo centro de desenvolvimento infantil, um novo alojamento da Marinha e o Museu de Aviação do Pacífico Pearl Harbor. O museu original foi chamado de Museu da Aviação Militar do Pacífico. A fundação buscou fundos para levantar a meta original de US$ 46 milhões de várias fontes, incluindo o Estado do Havaí, o Congresso dos Estados Unidos, a Marinha dos Estados Unidos e jantares de arrecadação de fundos. Recebeu apoio do ex- astronauta americano Capitão Walter Schirra . Enquanto diretor executivo do San Diego Air & Space Museum, Allan Palmer foi contratado pela Força Aérea dos Estados Unidos para realizar um estudo de viabilidade em um museu de aviação no Havaí e depois contratado como diretor executivo e diretor executivo de operações.
1. ↑  «Rare Japanese Aircraft Returns to Pearl Harbor». US Fed News Service, Including US State News. 2006. Consultado em 2 de março de 2014. Arquivado do original em 19 de junho de 2014  – via HighBeam Research Verifique o valor de |url-access=subscription (ajuda)
2. 1 2  Burlingame, Burl (2013). I'll Fly to Hawaii – A century of Aviation. [S.l.]: Pacific Monograph. pp. 135, 141. ISBN 9780962922763
3. 1 2 3  Ishikawa, Scott (2 de novembro de 1997). «Museum plan taking flight». The Honolulu Advertiser. p. A27
4. ↑  Kakesako, Gregg K. (2 de setembro de 2007). «A Reborn Ford Island Hosts Military Minds». Star-Bulletin. Consultado em 11 de fevereiro de 2014
5. 1 2  Kakesako, Gregg K. (14 de abril de 1998). «Bridge Opens Path to Ford Island Development». Honolulu Star-Bulletin. Consultado em 13 de fevereiro de 2014
6. 1 2 3 4 5  Gregg K. Kakesako (1 de dezembro de 2002). «Ford Island fund-raiser set». Honolulu Star-Bulletin. Consultado em 12 de maio de 2014
7. ↑  Sagisi, Sandra (12 de dezembro de 2002). «Heroes Help Raise Funds for Military Aviation Museum in Hawaii». Military Aviation Museum of the Pacific Public Affairs. Consultado em 12 de maio de 2014
8. ↑  «Commander Palmer». Winter Park High School Alums - Class of 1961. Consultado em 12 de maio de 2014
9. ↑  Gregg K. Kakesako (26 de março de 2006). «Vintage warplanes will join the displays at a museum honoring Pacific air combat». Star-Bulletin. Consultado em 12 de maio de 2014